# Monoplex parthenopeus
Monoplex parthenopeus es una especie de molusco gasterópodo de la familia Ranellidae en el orden de los Littorinimorpha.

## Distribución geográfica
Esta especie está distribuida en el Océano Atlántico oriental y en Nueva Zelanda.

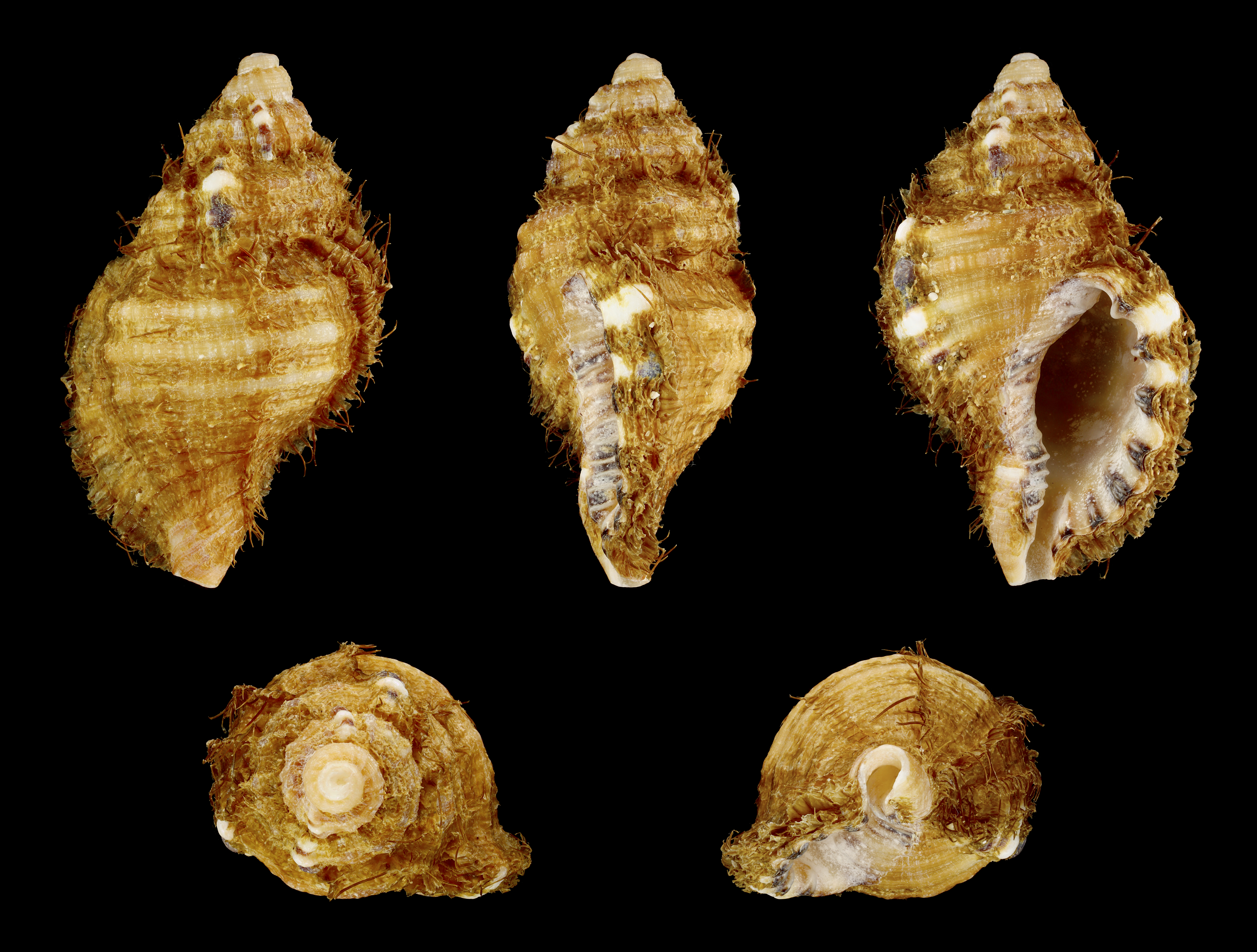
Concha de Ranella parthenopaeum